# 印尼供水與污水處理
談及印尼供水與污水處理（英語：Water supply and sanitation in Indonesia），其特點可用取得不易，而且品質不佳來形容。該國有近3,000萬人無法取得乾淨水源（尤其指的是未受人類排泄物污染），而在2.64億人口中有超過7,000萬人無法取得初級污水處理（尤其指的是家庭級對人類排泄物的處理）。居住在城市的人大約只有2%享有下水道的服務；這情況在世界上中等收入國家中，排名落在末段班。水污染在巴厘島和爪哇島上隨處可見。生活在雅加達的婦女報告說她們每月燒開水的費用為11美元，對於窮人而言是筆沉重的負擔。
印尼於2005年在公用事業的人均投資估計僅為2美元，既不足以大量擴展，也不足以妥善維護既有設施。況且負責單位分散各處，事權並未統一。印尼自2001年實施地方分權後，供水與污水處理的責任就交給地方政府，而迄今為止，人並未在取得服務，或是品質上得到改善，主要是因為權力雖然下放，但並未伴隨有足夠的經費來執行。地方的公用事業仍然乏善可陳。
不幸的是供應清潔飲用水，特別是在省級政府層面，尚未被列為發展重點。缺乏清潔供水與污水處理仍是個嚴峻的問題，尤其是在貧民窟和農村地區。缺乏清潔供水，表示社區衛生水準低下，並會增加人們感染皮膚病或其他水媒傳染病的機率。這是個重要問題，因為未能積極促進，尤其是針對低收入家庭和貧民窟居民的衛生行為改變，會進一步把印尼不良的供水與污水處理對健康的影響更加惡化。

## 印尼水資源與利用

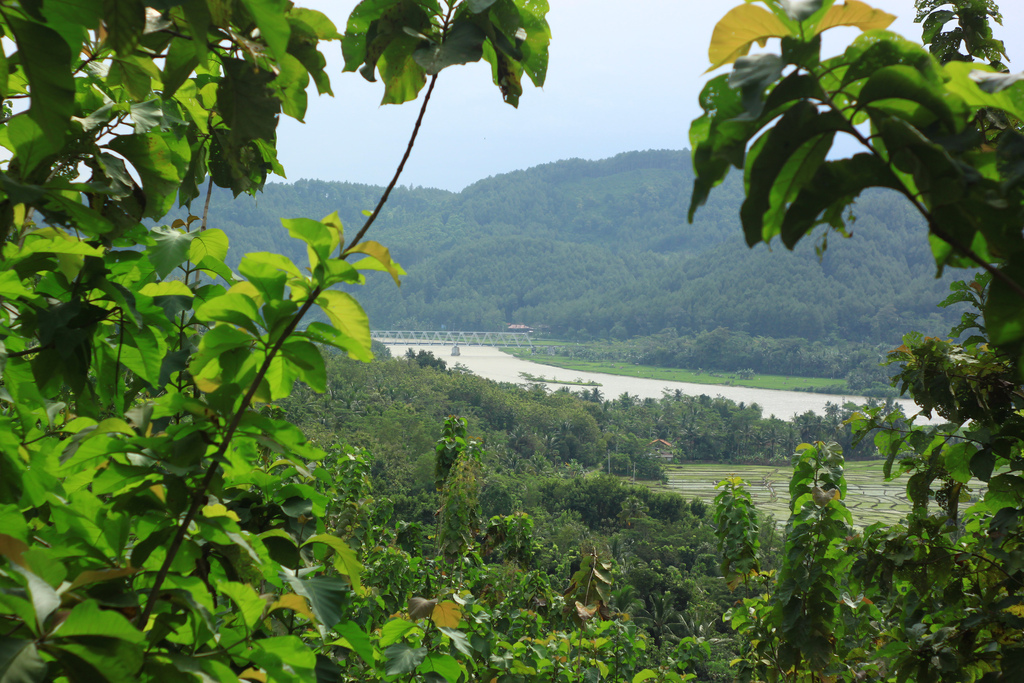
印尼大多數的河流，例如這條在中爪哇省的色拉育河，河流短，水量有季節性變化，以及帶有大量沉積物。

印尼的河流超過5,590條，其中大部分的長度短，而且落差大。當地的降雨屬於強降型，而導致多數河水攜帶大量沉積物。印尼多數島嶼的年均降雨量超過2,000毫米，僅小巽他群島的年降雨量為1,500毫米。80%的雨水在雨季（每年10月至4月）降下。雖然蘇門答臘島、加里曼丹島（即婆羅洲）、蘇拉威西島、摩鹿加群島和巴布亞島（即新幾內亞）的水資源相當豐富，但爪哇島、巴厘島和小巽他群島的部分地區在旱季會出現缺水情況。特別是在爪哇，河流在旱季流量不足，導致灌溉用水不足。印尼灌溉用水佔全國總用水量的93%而該國蓄水能力僅佔河水流量的5%至6%。印尼缺乏建設水庫的優良地點，而在優良的地點又有高人口密度的問題，所導致的淤積會縮短水庫的壽命。印尼缺乏足夠的地下水。然而由於大部分東部島嶼缺乏地表水，而得依賴汲取地下水使用。在爪哇島人口稠密的沿海地區（包括雅加達和三寶壟）的地下水受到過度汲取。在雅加達，這種汲取導致海水侵入內陸達10公里之遠，在雅加達東部的地層下陷速度是2-34厘米/年。三寶壟的地層下陷速度是9厘米/年。
自來水公司從河流和湖泊 (佔60%)、水泉 (佔25%) 和地下 (佔15%) 中取水使用。例如雅加達的主要水源是位於城市東南70公里的芝塔龍河上的賈提路合水庫。多數島嶼上的用水是經由用戶自身，或是社區供水單位從淺層地下和水泉取得。然而，在蘇門答臘島和巴布亞島，利用雨水積蓄方式留下的雨水，也是重要的水源。

### 污染
印尼的地表水和地下水正受到生活污水、工業廢水、農業徑流和未妥善處理固體廢物的污染，在爪哇島最為嚴重。印尼在亞洲地區中是下水道和污水處理覆蓋率最差的國家之一。很少有印尼城市擁有（即使是最簡陋的）污水處理系統。缺乏污水處理系統，一般家庭被迫自行安裝化糞池，或是直接把排泄物流放進入河流，或是運河之中。後一種做法，加上城市地區的淺水井也受到污染，結果是導致居民胃腸道疾病疫情反覆發生。

### 生活垃圾
根據知識網絡組織“亞洲水環境夥伴關係 (Water Environment Partnership in Asia，簡稱WEPA) ”的數據，印尼的51,372,661間房屋中，只有42.8% 可處理生活垃圾。超過一半的家庭把生活垃圾直接拋入河流中。世界銀行的數據顯示在2008年，印尼人中只有52%擁有足夠的排泄物處理設施。這些設施很重要，因為可減少人類、動物和昆蟲與排泄物接觸，而提高衛生水準，並改善貧民窟居民的生活條件。如果不對這些設施進行適當的建設和維護，生活垃圾無法有效處理，會提高水資源惡化的速度。

### 工業廢料
小型工業、農業、紡織、紙漿和造紙、石化、採礦和石油及天然氣等工業活動所產生的廢料，也加速印尼水質惡化的程度。礦區附近的水質可能受到重金屬（如汞 (Hg) ）的污染。根據WEPA，在16個採樣點中的9個，可檢測到某種程度的汞濃度，其中之一的最高溶解汞含量達到2.78微克/升。
因此在印尼受到監測的30條河流中，水質檢驗結果顯示，大多數河流水質不符合1類標準，即可用於飲用水或其他類似的用途。

## 取得
| 指標         | 服務層級        | 都會  | 農村  | 總計  |
| ------------ | --------------- | ----- | ----- | ----- |
| 乾淨水源     | 基本用途        | 97.6% | 85.7% | 92.4% |
| 乾淨水源     | 自來水          | 44.6% | 21.4% | 34.6% |
| 初級污水處理 | 基本用途        | 91.6% | 79.7% | 86.5% |
| 初級污水處理 | 下水道 (2010年) | 2%    | 0%    | 1%    |

印尼取得供水與污水處理的數據，因所諮詢機構和取得的定義而異。在2020年，獲得乾淨水源的比例為92%，而獲得初級污水處理的比例為86%。

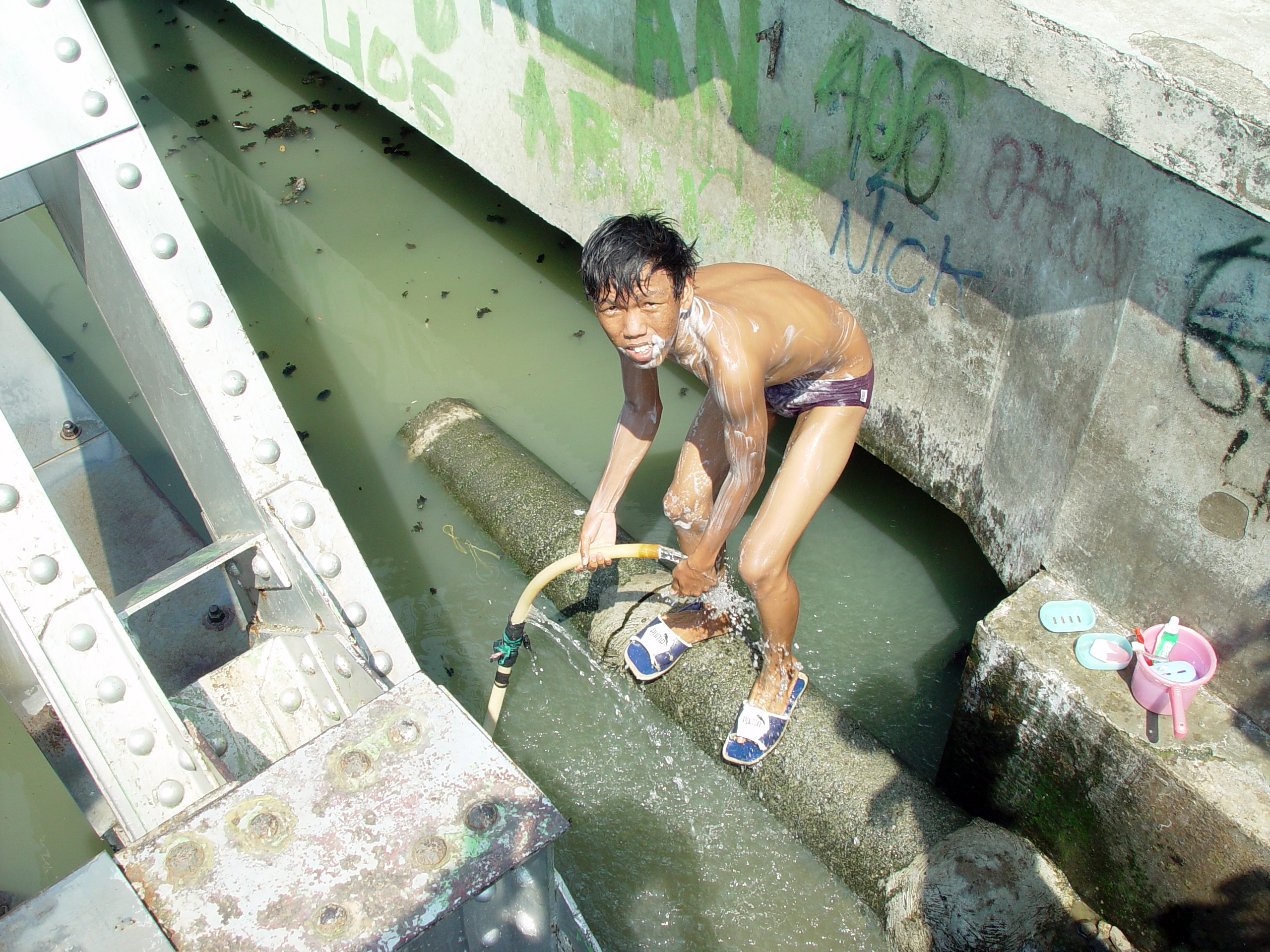
雅加達貧民窟的居民因為缺乏用水，而必須在運河中洗澡。

印尼是亞洲污水處理覆蓋率最低的國家之一（城市地區只有2%）。大部分排泄物和廢水未經處理或半處理就排放進入當地排水溝或水體中，造成嚴重的環境污染。密集的住房、嚴重的季節性洪水和受到任意棄置的固體廢物而堵塞的排水溝，讓問題更為嚴重。根據世界銀行的數據，在印尼的主要政策問題中，城市污水處理是成效最差的一項。在農村地區，受到初級污水處理覆蓋的比例從2000年的23%增加到2020年的80%，仍有6.1%的人使用共用廁所，1.4%使用露天毛坑，6.1%在空地、海灘和水體排便。

## 服務品質
目前並無關於在印尼城市一般供水連續性的數據。但在雅加達有92%的用戶在2001年享有連續供水的服務。至於飲用水品質，由水務公司提供的水之中，大約有30%含有大腸桿菌或糞便大腸菌群，或是其他的病原體。飲用水的品質檢測結果並未公開。大多數印尼人不敢直接飲用自來水，如果負擔得起，會透過購買瓶裝水或是煮沸的方式解決。

## 供水與污水處理設施不足對健康的影響
飲用到不安全的水是導致腹瀉的主因，腹瀉是該國5歲以下兒童的第2大致死原因，導致兒童死亡人數佔比達到20%。根據印尼衛生部，每年每1,000名印尼人中，至少有300人罹患水媒傳染病，包括霍亂、痢疾和傷寒等疾病。世界銀行所屬基金會全球供水與污水處理夥伴關係 (WSP) 在2008年發表的資料顯示，不良的污水處理設施，包括低下衛生條件，每年導致至少1.2億人發病，以及50,000例過早死亡。在印尼，低收入地區的嬰兒死亡率和兒童營養不良，與無法獲得安全用水和基本污水處理設施密切相關，而嚴重損害國家未來的發展。

## 供水與污水處理設施不足對經濟的影響
供水與污水處理設施不足會升高經濟成本，成為增進生活水準的巨大障礙。慢性病會導致營養不良、學生學業成績不佳、生產力下降和永久失能，而拖累經濟發展。
WSP在東南亞提倡的“污水處理經濟學倡議（Economics of Sanitation Initiative ）”的一項重要發現是印尼在2006年，因污水處理不佳以及不良衛生條件而損失約63億美元，大約佔其國內生產總值（GDP）的2.3%。在評估各項影響因素中，健康和水資源方面造成的經濟損失最大。這類影響預計將導致人們必須為醫療衛生服務或獲得清潔用水而支付更高的費用，或是因為健康狀況不佳而損失工作收入。不良污水處理還造成每年高達12億美元的人口福利損失，原因是需要額外的時間來處理未經處理的污水，1.66億美元的旅遊損失，以及9,600萬美元因土地喪失生產力的環境損失。
該國人口增長過速也導致城市地區在供水與污水處理基礎建設的投資受到推遲。而推遲之後會導致日後需投入更高的建設成本。

## 擔當供水與污水處理權責單位

### 政策與法規
在印尼，供水與污水處理的責任由幾個部會共同分攤。印尼衛生部負責與水質相關事項，在某種程度上也涉及在農村的服務，而在城市方面，則與印尼內政部以及印尼公共工程與住房部分攤。印尼國家發展規劃部  負責投資規劃。印尼工業部和印尼貿易部也負責瓶裝水的規範。國家供水與污水處理工作組 ( Pokja AMPL）在各部會以及與捐助者和其他利益相關者間做協調工作。這個工作組無設立的法律依據，也並未獲得經費。

#### 策略與政策
這個領域的大多數戰略都由國家層級制定。而碰到地方層級的執行能力問題、資金限制和政治因素，顯示出的是國家戰略並未受到妥善執行。再者，在執法方面，尤其是在環境污水處理，則表現軟弱。公共工程與住房部和國家發展規劃部在2009年發起一項2010-2014年“加速人民居住區域污水處理發展規劃”(PPSP) 。這項規劃所針對的是330個存有污水處理問題的城市，目的是消除露天排便、改善固體廢物管理和減少洪水發生。規劃預計在16個城市建設新的，以及擴建既有污水處理網絡，以覆蓋500萬人，並在每個城市建設以社區為基礎的分散式污水管理系統，另覆蓋600萬人。後者稱為印尼語：（社區污水處理），這些系統多數是採用厭氧消化技術的社區收費式污水處理廠。根據在2011年所做的研究，這類社區型系統運作良好，但並無進行重大維護，例如清除處理後遺留的污泥，或是在自然災害發生後的設備修復能力。政府除建設分散式下水道系統，也支持建設社區廁所，但人們更喜歡擁有自己的廁所。在無法實現獨立廁所的地方，特別是在洪水頻繁、大多數人是賃屋而居，或在空間狹小，而人口又非常密集的貧民窟，社區廁所是種很好的選擇。
2008年，衛生部啟動社區全面污水處理的全國戰略，強調透過同儕壓力和羞恥感，而非運用投資，來驅動達成農村興建污水處理設施的目標。印尼政府的國家社區賦權計劃（簡稱PNPM），透過對社區的整筆撥款、技術協助和訓練，也具有改進供水與污水處理的潛力。但根據過去類似廣泛實施計劃的經驗，僅有約5%的經費會用於供水與污水處理之上。

#### 法律框架
相關法律包括關於水資源的第7/2004 號法律；關於地方政府的第22/1999號法律；關於地區政府的第32/2004 號法律；關於中央和地區之間的財政平衡的第33/2004號法律。水資源法的立法目的在達到整合和具有可持續性的水資源管理，明確分辨中央政府以及省和地區政府在水資源管理方面的職責，例如頒發取水許可證。蘇哈託總統下台後，除某些具體列舉的權力之外的所有權力均移交給地方政府，使先前的分權承諾得以實現。財政平衡法大幅提高地方政府的收入基礎。相關實施條例包括“關於發展供水系統”的第16/2005號政府法令，允許私營部門參與供水的工作；公共工程與住房部於2006年和2007年頒布的兩項關於建立國家供水委員會的法令；以及內政部關於水費制定指南的第23/2006號法令。後者規定水費定價應能完全收回所投入的成本（外加10%的報酬率）。由於地方分權的緣故，內政部第47/1999號法令（涉及利用標竿測試評估供水服務公司的績效，已缺乏管制的力道。衛生部和工業和貿易兩部的法令對瓶裝水的品質，以及為水亭填充大罐容器作業訂立規範。

### 服務提供

#### 城市地區
城市地區的供水服務由地方政府擁有的水務公司 （簡稱PDAM）負責。印尼擁有319個PDAM。其中兩個（雅加達和北蘇門答臘省）是省級機構。其餘均為地區機構，縣級的有349個，市級的有91個（參見印尼縣及市列表）大多數的PDAM規模非常小，連接點少於10,000個，其中只有4%擁有超過50,000個連接點。污水和下水道管理的責任由地區政府負責；它們所負責的內容因地區而異。很少有城市公用事業提供污水處理服務。污水處理機構被稱為PD-PAL（地方政府擁有的污水處理機構）。
一些規模較小的PDAM是基於公私合作夥伴關係（PPP）的方式運作。此類合作夥伴關係首次在1999年啟動，由北蘇門答臘省政府所創建，由PDAM蒂爾塔納迪（PDAM Tirtanadi）領導的6家PDAM組成。另一個類似組織是在東印尼區（Eastern Indonesia ，包含13個省份）由11個PDAM與荷蘭水務公司（WMD）所組成。
截至2011年，有29個地方水務機構與私營公司簽訂營運（有時還包括融資）相關基礎設施的合同。最大的合同是位於雅加達的兩個特許權合同（參見雅加達水務公司私有化）。大多數合同的規模都相對較小，每天供水量少於100,000立方米。在某些情況下的合同僅為管理合同（例如在南蘇拉威西省錫江（Panaikang-Massakar）），不涉及投資。在許多情況下，私營公司還部分參與投資（例如根據BOT模式興建水處理廠）。在北蘇門答臘省的棉蘭和西爪哇省的萬隆就是這種安排。私營合作夥伴多數是印尼公司，如房地產開發商Bakrieland或是自來水公司Acuatico，也有外國公司如新加坡工程公司Moya Asia。印尼政府透過提供保證和部分補助的方式以倡導PPP的做法，但截至2011年，許多PPP項目因中央、地區和地方政府之間的條款談判困難而被迫取消。
印尼的PDAM均是Perpamsi（全國自來水事業協會）的會員，這個協會成立於1972年，擁有394家會員，所服務的人口數目佔印尼的24%。2003年，Perpamsi透過世界銀行的支持而發起一項標竿測試計劃。資料庫中包含有115家PDAM的數據，多數較大的PDAM的資料均包括在內。

#### 農村地方

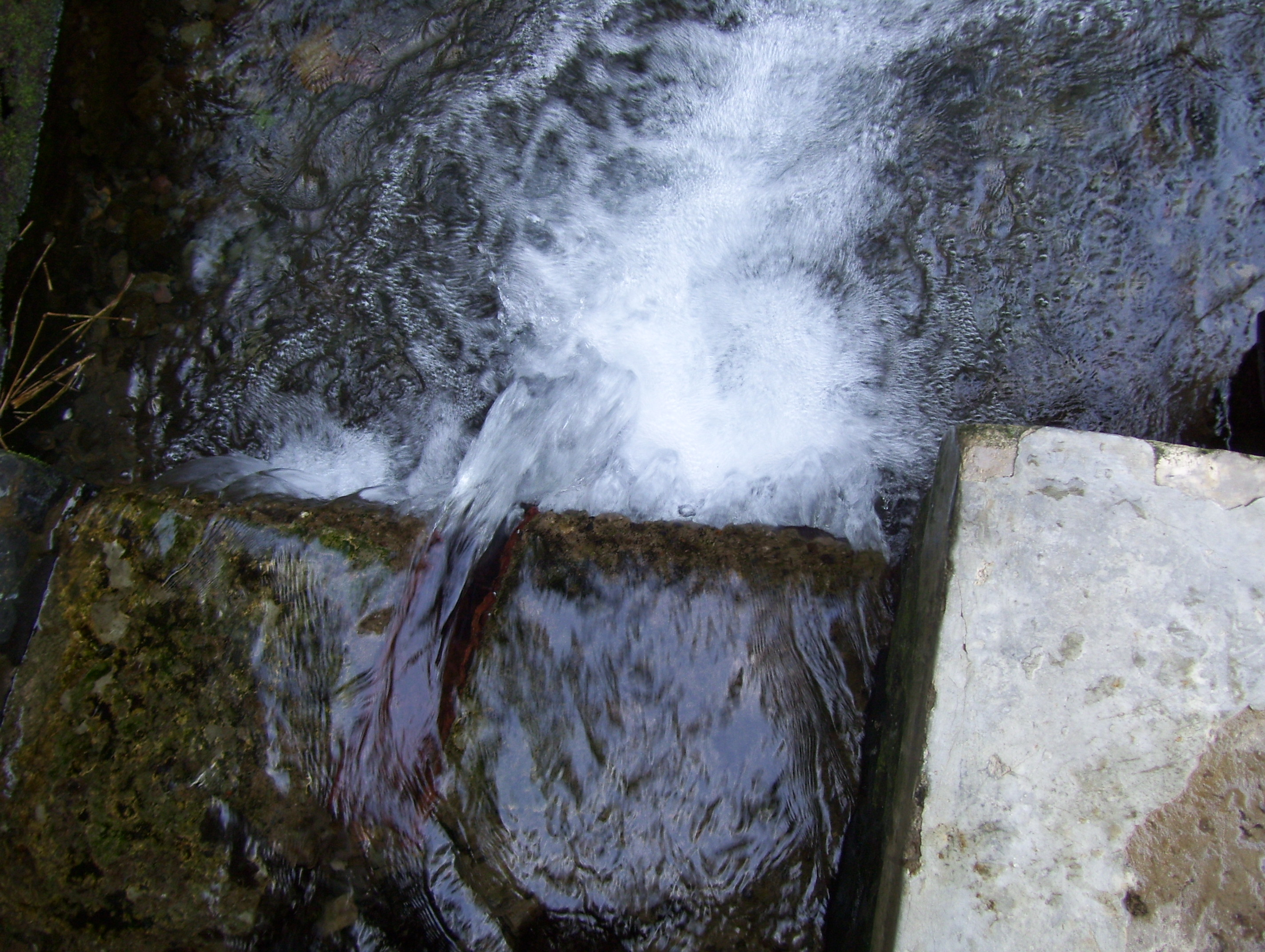
這座在爪哇島蘇加武眉縣內的水泉是印尼農村地區的重要水源。

印尼農村地區長期都透過社區的安排而從天然水泉、雨水和地下水源取得用水。然而社區並無長期維持此類供水設施的能力。過去的農村並未對社區的供水與污水處理系統作足夠的投資，因此難以維持長期可持續性使用。農村使用者在與建立和管理以及付費有關的決策中，並未獲得足夠的發言權和選擇權。服務通常是由外部機構以自上而下的方式提供，而要聽從的對象是政府單位，或是捐助資金者和承包商，而非接受服務的社區，提供者與使用者之間的需求有所差距。造成設施的歸屬以及維護責任不夠明確。
印尼政府在2003年同意一項名為《發展社區管理供水與污水處理設施和服務的國家政策》的改革規劃：
- 改變此領域的政策目標，從透過設施建設而達成“覆蓋目標”，轉變為同時達成可持續性，和有效利用供水與污水處理的雙重目標；
- 透過支持戰略，例如賦予社區選擇、共同提供經費、建設、管理和擁有水資源系統的權力；
- 在與用戶社區合作時，採取注重性別和貧窮的方式進行，並賦予社區權利以確保能達成克服貧窮，和對貧窮者有益的目標；
- 讓各個層面的利益相關者對服務可持續性多所了解；
- 根據人們持續取得和有效使用這些服務（即衛生和健康）來衡量成功，促進社區所有人使用服務，並改善所有年齡層和性別群體的衛生和健康的行為。[19]

新方法之下的社區參與和成本回收方式把服務的可持續性提高。例如，對亞洲開發銀行所支持，但尚未採用新方法的農村供水與污水處理項目的評估顯示，在項目完成後不到4年，所建設的設施中只剩30%仍能運作。然而，根據衛生部審查5個地區的水資源基礎設施的報告，在2001-2006年間，採用世界銀行支持的WSLIC（Water and Sanitation for Low Income Communities Project ）計畫的共用自來水設施中，有72%仍在運作。亞洲開發銀行與世界銀行WSLIC做法間的顯著差異，主要是後者的社區會參與基礎設施建設，以及社區會按月向使用者收費，以維護相關系統的緣故。
然而隨著越來越多城郊地區或農村地區被吸收進入城市地區，僅靠社區管理已不是種適當的安排。根據世界銀行的建議，需要建立新的模式讓社區、當地政府以及私人代理機構共同分攤責任。

### 民間組織
地方和國際的民間組織在這個領域內發揮甚為重要的功能。一些組織正為尚未獲得任何政府支持的地區實施供水水與污水處理計劃。雖然這些組織各不相同，但它們採用的是協調的做法。確實有少數是透過政府來執行。另有民間組織，包括社區的宗教領袖也致力促成社區成功建設設施。社區宗教領袖有凝聚社區和發揮影響力的功能，他們鼓勵社區在基礎建設之外，也遵循清潔和健康的行為。

## 歷史和最近發展

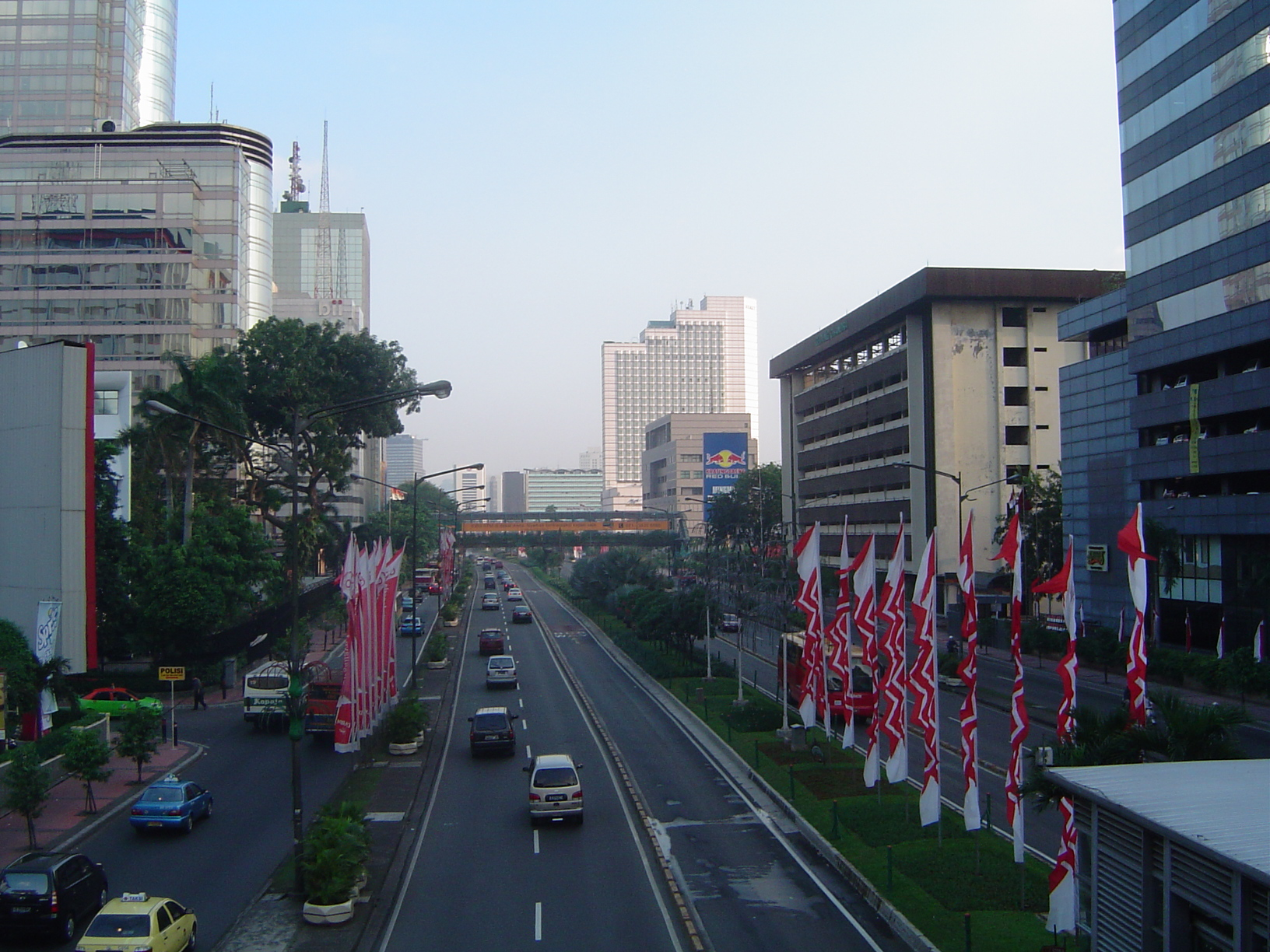
雅加達的供水服務在1997年私有化，由兩個單位各取得為期25年的特許經營權。

印尼的第一個水務公司（PDAM）成立於20世紀初的荷屬東印度殖民時期。印尼在1945年獨立後，PDAM系統由新政府接管。印尼中央政府在1970年代積極參與水務公司的融資以及管理。印尼在1987年通過法案，名義上是交給地方政府，但實際上中央政府仍然照常參與。到1998年蘇哈托總統下台後，透過1999年地方分權法，水務公司才正式交由地方政府管理。

### 雅加達水務私有化
1997年6月，雅加達在未經招標的情況下授予兩個為期25年的水務特許權，由私人企業從1998年2月開始接掌雅加達的水務服務。法國蘇伊士環境集團所屬的的子公司Palyja，獲得經營該市西部的特許權，英國泰晤士水務公司的子公司TPJ獲得經營該市東區的特許權。

## 效率
印尼最佳水務公司的無收入水 (NRW，即自來水流失，不能產生收入) 比率為20%，而參與Perpamsi標竿測試中最差的四分位數（四分之一）公司的NRW比率為43%。但由於許多PDAM並未安裝水表，因此NRW數據通常不可靠。在員工生產力方面，表現最好的水務公司的員工比率為每1,000個連接點配備4人，而處於最差四分位數水務公司是每1,000個連接點的配備員工超過9人。自來水公司的員工生產力被認為可接受的水準是每1,000個連結點配備5人。2001年在雅加達，自來水公司的NRW水準為51%，屬於印尼最高水準的類別。然而就員工生產力而言，雅加達的兩家水務公司表現相對較好，每1,000個連接點只配備5.3名員工。

## 成本回收和水費
印尼內政部法令23/2006設定透過水費把供水設施成本完全收回的政策。水費依據遞增的方式收取，10立方米之內的使用屬於補貼的消費量，超過後則逐級增高收費。商業和工業用戶按更高的費率收費。但實際上，很少有水務公司能夠收回成本。根據公共工程與住房部在2005年所做的研究，印尼大多數PDAM都面臨財務問題。在1998年至2005年期間，只有大約3分之1的PDAM曾提高過水費。有3分之1的PDAM借有外幣貸款， 在1998發生的亞洲金融風暴導致印尼盾貶值，以當地貨幣計價的債務因此大幅增加。許多向印尼財政部貸款的PDAM因此發生無力還錢而違約的情事。截至2009年，這些貸款的重組償還談判（包括本金、利息和罰金）仍在進行中，因此它們無法從政府獲得新的貸款。

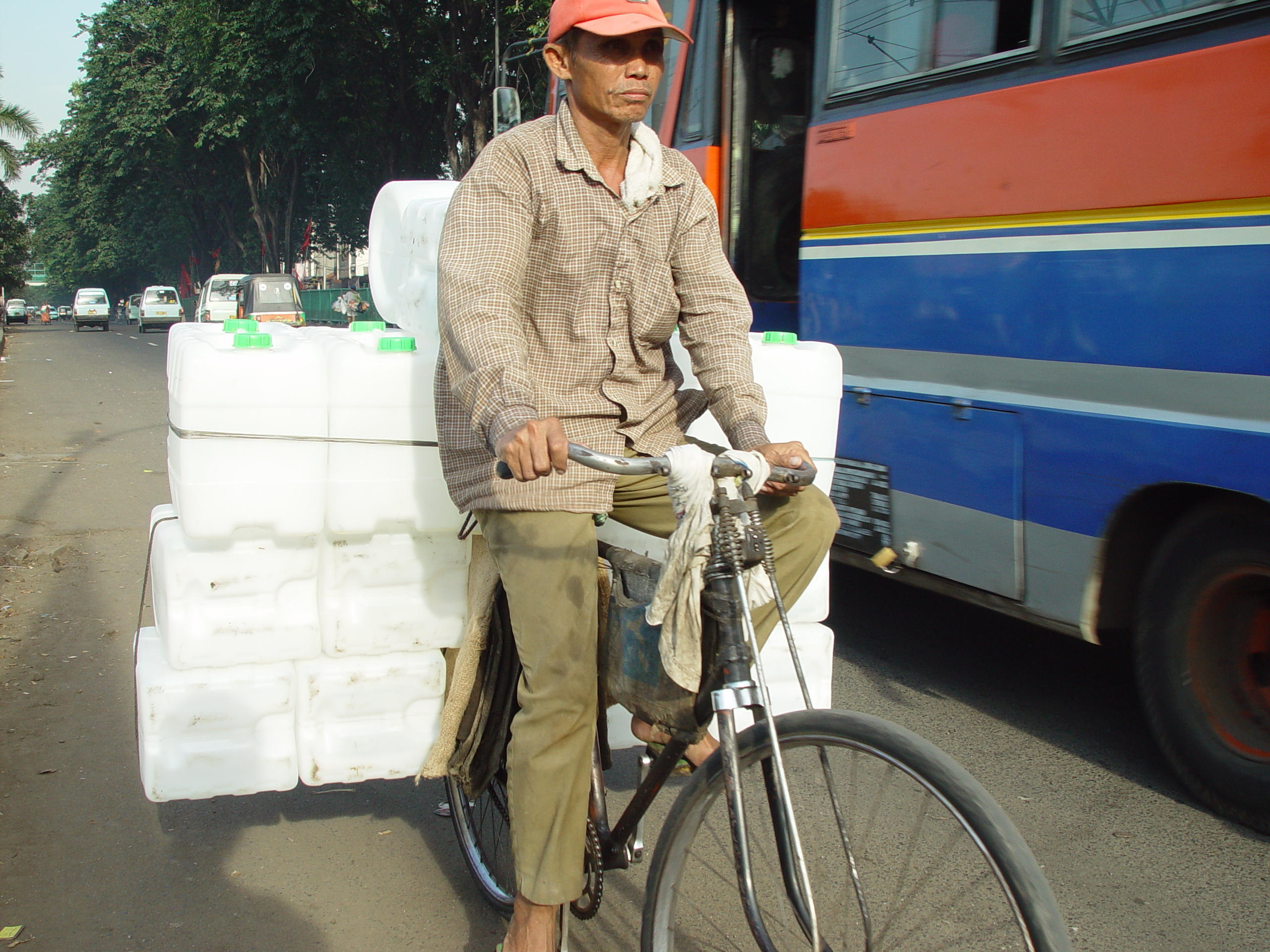
透過賣水商家買到的水，價格高於自來水水費。有時這些水就交由人以腳踏車運送。

根據亞洲開發銀行的數據，雅加達在2001年的平均水費（住宅和商業用戶的平均水準）為0.29美元/立方米，而生產成本估計為0.11美元/立方米。同時水費的繳納比率為98%。根據這些數字，至少在雅加達的PDAM能把成本收回。從那年起，水費又調高過幾次，根據調查機構“國際供水與污水處理設施標竿測試網絡”的資料，在雅加達的平均水費已達0.77美元/立方米。
印尼與許多國家一樣，那些沒有連接到供水網絡的人所支付的費用最高。在雅加達北部所做的調查發現，1990年代初期，從供水商家購買的價錢為2.62美元/立方米，從鑿井汲水者購買的價錢為1.26美元/立方米，小商戶零售的價錢為1.08美元/立方米，而使用自來水的家庭只需支付0.18美元/立方米。

## 投資與融資
供水與污水處理領域在國家，或是地方層級均未受到高度重視，部分原因是另有醫療衛生和教育等其他領域的需求加入競爭。很少有地方政府會用自身的資源來實施供水與污水處理，若是提供經費讓地方自行選擇基礎建設的項目，也很少會選擇這類作為優先項目。這個領域的大部分經費由國家提供，而地方對此的經費會透過幾個不同的部們撥付。在2008年，地方政府在此的支出估計約佔預算的1%到2%。

### 公共投資
印尼在2005年的基礎設施總支出為55兆印尼盾（57億美元）。這些支出主要由地方（23兆印尼盾）和中央政府（同樣是23兆印尼盾）共同提供，省政府提供9兆印尼盾。印尼在基礎設施的投資佔政府總支出的10%，如下表所示：
|              | 中央政府 | 省政府 | 地方政府 | 總計  |
| ------------ | -------- | ------ | -------- | ----- |
| 基礎建設經費 | 23       | 9      | 23       | 55    |
| 總計         | 357      | 38     | 141      | 536   |
| 佔比         | 6.4%     | 23.7%  | 16.3%    | 10.3% |

資料來源：世界銀行。貨幣單位為2005年當年幣值的印尼盾（兆盾）。
雖然尚不完全清楚這些資金中有多少是用在供水與污水處理設施，但亞洲開發銀行估計印尼每年國家正常預算之中，只有1.24億美元（2004-2005年平均值）用於這類建設。
印尼自2001年實施地方分權以來，地方政府在供水方面投下的資金通常不到年度預算的2%，在污水處理方面的投入更少，在改善衛生行為方面幾乎沒有投入。假設地方政府（省級和地區級)）花費2%的預算用於供水與污水處理設施，則總金額為3.6兆印尼盾（約3.75億美元），大約是中央預算補助的1.24億美元的3倍。兩者加總，可概略估計為5億美元，約略與實現聯合國在2000年揭櫫的千禧年發展目標所需的每年4.5億美元的投資數字相符。但是每年人均僅投資2美元，仍遠低於其他中等經濟體在這方面的投資金額。
1990年代末發生的亞洲金融風暴嚴重限制各國在基礎設施的投資，印尼中央政府的發展支出從1994年的140億美元下降到2002年的50億美元，其中基礎設施支出的比重從57%大幅下降到 30%。此外，根據世界銀行的數據，在危機之前就已經普遍存在的不良體制和監管框架，以及猖獗的基礎設施部門腐敗現象，一直延續到今天，而政府並未認真進行改革。

### 公用事業融資
對PDAM的融資面臨諸多挑戰。例如財政部要求提供給地方政府的貸款，當地立法機構必須承諾以未來由中央政府的轉移支付作為擔保。由於地方立法機構不願提供保證，所以即使在地方政府的舊債問題獲得解決之後，中央政府也難以重新提供貸款。曾有促進信譽良好公用事業發行公司債券的兩項舉措，一項由美國國際開發署（USAID）提供部分擔保，另一項由德國復興信貸銀行提供，但均以失敗收場，根據USAID的報告，原因是“印尼中央和地區政府中普遍存在的規避風險文化”。然而根據2009年總統令，印尼國有銀行可為信譽良好的PDAM提供貸款金額70%的信用擔保，外加利息補貼。至於財政部的直接貸款，地方政府必須為這些貸款提供部分擔保，但地方政府不願提供。
因此PDAM在獲得資金方面會受到限制，而需依賴整筆撥款，但數量稀少。2009年，國家政府對水務公司的撥款主要有三種來源：
- 對地區政府的配套撥款 預計水務公司在2010年至2014年期間將從國家預算中獲得3兆印尼盾的hibah，並輔以來自外部捐贈者的經費。
- 一項特別撥款基金 (DAK)，佔2009年國家預算的2.4%，其中約5%用於供水領域，特別是對鄉村的社區系統。
- 公共工程與住房部為未處理水（英语：raw water）的供應和處理所提供的撥款。[41]

### 小額貸款
印尼國家銀行可為在爪哇從事供水工作的社區組織提供小額貸款。這項試點項目是一項名為印尼語：，為社區和小型企業提供貸款的國家計劃中的一項。世界銀行的供水與污水處理計畫與澳大利亞國際開發署（AusAID）資助的印尼基礎建設倡議 (INDII)、印尼公共工程與住房部和印尼國家發展規劃部所屬的公私伙伴關係發展局共同合作，為社區組織提供技術援助。

## 對外合作
印尼通過多邊（世界銀行、亞洲開發銀行和聯合國）以及與個別國家的雙邊合作，可引進外部的資金及技術，以協助在供水與污水處理領域的發展。大多數外部合作夥伴將重點放在農村地區，或就專門針對農村地區。而大多數對印尼城市地區的支持主要來自日本、荷蘭和美國三個國家。

### 多邊合作
亞洲開發銀行在2005年核准社區供水及衛生計畫，目標是提供清潔用水及污水處理設施到1,500個印尼農村社區，遭受2004年印度洋大地震嚴重損害的蘇門答臘島也包括在內。印尼衛生部傳染病控制和環境衛生總局是這個項目的執行機構。
聯合國兒童基金會（UNICEF）支持印尼政府制定和實施改善全國飲用水和污水處理的戰略。UNICEF還協助印尼政府改進相關規劃機制、監測系統和數據庫。
世界銀行於2006年批准的第三期低收入社區供水和污水處理項目（目的為增加低收入農村和城郊人口獲得乾淨水源和初級污水處理，以及採行改善的衛生行為）。這個項目支持社區型發展 (community driven development ，CDD) 在供水及污水處理的規劃和管理，建立利益相關者的承諾，並擴充中央、省和地區政府的能力。它為參與的社區提供供水和公共污水處理基礎設施的技術選項。項目由衛生部執行。
世界銀行所屬全球供水與污水處理夥伴關係 (WSP) 特別關注污水處理的知識管理和戰略發展。在2006年至2010年期間，WSP在瑞典和荷蘭資助下，促使印尼增加對污水處理的政治承諾，並透過“印尼污水處理領域發展計劃”（ISSDP）提高印尼政府的規劃能力。而導致該國建立具有連貫性的城市污水處理政策框架，而根據這個框架，印尼從2010年開始做大量的投資。

### 雙邊合作
- 澳大利亞在近30年來一直透過AusAID支持改善印尼農村地區的供水與污水處理，特別是針對東印尼區。AusAID的支持方式是向世界銀行WSP項下的“供水與污水處理政策制定和行動規劃項目” (WASPOLA) 以及世界銀行支持的WSLIC第二期提供技術協助的整筆撥款。澳大利亞政府在2009年做的評估，得出的結論是，澳大利亞對印尼水務領域的援助“具有戰略性、靈活性和適當性”，並協助“大約460萬人提供可持續的自來水，並顯著改善印尼國家和地方的協調。”評估還指出，印尼政府對污水處理給予的關注較少，但已開始複製創新的社區全面污水處理及衛生，以達到不再有露天排便社區的程度。報告還指出“透過WASPOLA所建立的國家工作小組加強政府在研究、溝通、營銷和公共關係方面的能力”，但這些方法在地方層級的整合程度較低。報告還指出，“雖然AusAID在這領域與一些捐助者和多邊機構相比，提供的資金相對較少，但仍被視為主要捐助者。”報告還說AusAID贊助的技術援助“嚴重依賴外部顧問，並未把技術深植到印尼政府，而難以確定其可持續性”。在地方的項目，女性參與屬於強制性，但一旦項目移交給當地之後，女性的參與程度往往會降低。雖然交由社區管理的方式可“增強透明度和問責制”，但由於地方級單位缺乏能力和政治意願，並未採用這種模式。[28]
- CARE（英语：CARE）加拿大分部和加拿大國際開發署（英语：Canadian International Development Agency） (CIDA) 支持CARE-蘇拉威西農村社區發展項目 (SRCD)。CARE加拿大分部採用“社區管理方法”，社區從一開始就積極參與，從設計到建設、實施、運營和維護。管理方法通過建立村莊水務委員會和各式小組委員會：例如，污水處理、興建和融資委員會。村莊自行決定如何籌集項目所需的資金。通常的做法是每個家庭按月繳納小額費用，為期4到6個月。村莊建設委員會招募工人安裝系統。所有的建設都以人工完成，未使用重型機械，因此成本不高，而且對於環境的影響較小。大多數家庭利用取得的水，而建造自己的簡易廁所。[49]
- 日本國際協力銀行（JBIC）在1994年11月針對“丹帕沙下水道發展項目”（第一期，2004年10月至2008年12月）提供貸款，支持在急需開發下水道的地區（包含巴厘島的四個區 - 丹帕沙、沙努爾、雷吉安（英语：Legian）和水明漾，佔地 1,145 公頃）建設污水管道、泵站和污水處理設施。[50]JBIC還在2007年透過間接方式為地方政府提供污水處理服務的模式。
- 荷蘭水務公司(WMD)和荷蘭發展公司（英语：Netherlands Development Cooperation）為東印尼區多家水務公司提供援助。並與四家公司（安汶、巴考（Bacau，位於摩鹿加群島）、巴亞克島、梭隆（位於西巴布亞省）簽訂合資協議。正與北蘇拉威西省、摩鹿加群島和巴布亞省的其他七家公司進行合作談判中。[51]
- USAID自2005年初起即持續提供技術協助，以解決爪哇島和蘇門答臘島上水務公司與全額成本回收的水費制定和改進營運技術相關的問題，目的是提高這些水務公司的信譽和借貸能力，以滿足擴展網絡的需求。USAID也在研究如何利用部分信用擔保機制來進一步增加當地水務公司取得商業融資的機會。[45]